# Wuzhizhou Dao
Wuzhizhou Dao (kinesiska: 蜈支洲岛) är en ö i Kina. Den ligger i den södra delen av landet, 2 500 km söder om huvudstaden Peking. Arean är 1,5 kvadratkilometer.
Terrängen på Wuzhizhou Dao är platt. Öns högsta punkt är 66 meter över havet. 